# Myrcia bipennis
Myrcia bipennis là một loài thực vật có hoa trong Họ Đào kim nương. Loài này được (O.Berg) McVaugh mô tả khoa học đầu tiên năm 1958.